# Jackie Earle Haley
Jackie Earle Haley, född 14 juli 1961 i Northridge, Kalifornien, är en amerikansk skådespelare. Han har varit gift tre gånger och har två barn.

## Filmografi (i urval)
- 1976 – Björnligan
- 2006 – Little Children
- 2008 – Semi-Pro
- 2009 – Watchmen
- 2010 – Shutter Island
- 2010 – A Nightmare on Elm Street
- 2012 – Dark Shadows
- 2012 – Lincoln
- 2014 – Robocop
- 2015 – London Has Fallen
- 2019 – Alita: Battle Angel